# Kokošiće
Kokošiće (en serbe cyrillique : Кокошиће) est un village de Serbie situé dans la municipalité de Sjenica, district de Zlatibor. Au recensement de 2011, il comptait 102 habitants.

## Démographie
| 1948 | 1953 | 1961 | 1971 | 1981 | 1991 | 2002 | 2011 |
| ---- | ---- | ---- | ---- | ---- | ---- | ---- | ---- |
| 148  | 172  | 160  | 173  | 137  | 136  | 124  | 102  |

|  |